# Bergumermeer

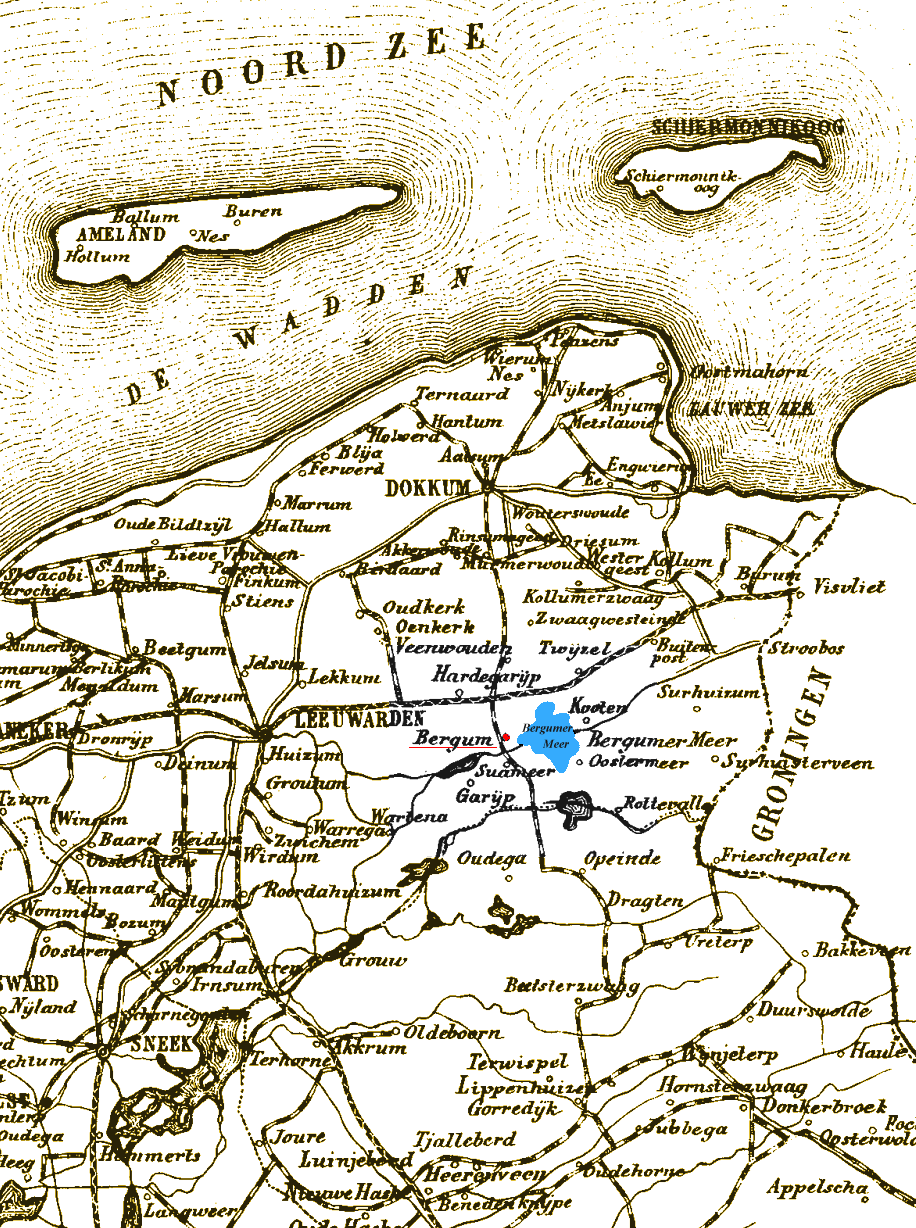
Mapa de Frisia (1868)

El lago de Bergum o Bergumermeer (frisón: Burgumer Mar) es un lago situado al oeste de Burgum, en Tytsjerksteradiel, en la provincia neerlandesa de Frisia.
Es un área con numerosos puertos deportivos.  El canal princesa Margriet atraviesa el lago de este a oeste y lo une con la red de vías fluviales. Tiene un perímetro de cerca de 11 km.
En verano  tiene lugar el Skûtsjesilen, una competición con cien años de historia.
Alrededor del lago se encuentran situados pequeños pueblos como Jistrum, con una iglesia construida en 1230.
- Datos: Q820364
- Multimedia: Burgumer Mar / Q820364